# مقاطعة ويلبارجر (تكساس)
مقاطعة ويلبارجر (بالإنجليزية: Wilbarger  County)‏ هي إحدى المقاطعات في ولاية تكساس، الولايات المتحدة الأمريكية. طبقاً للتعداد السكاني لعام 2010 عدد السكان كان 13,535